# Alejandro Lago
Alejandro Lago, vollständiger Name Eduardo Alejandro Lago Correa, (* 28. Juni 1979 in Treinta y Tres) ist ein ehemaliger uruguayischer Fußballspieler.

## Karriere

### Verein
Der 1,87 Meter große Defensivakteur Lago stand zu Beginn seiner Karriere mindestens vom Jahr 2000 bis einschließlich der Clausura 2002 bei Centro Atlético Fénix zunächst in der Segunda División und anschließend in der Primera División unter Vertrag. In den Jahren 2001 und 2002 absolvierte er bei den Montevideanern 71 Erstligaspiele und schoss zwei Tore. Sodann spielte er im Jahr 2003 für Peñarol Montevideo, de in jenem Jahr Uruguayischer Meister wurde. Bei den Aurinegros lief er in jener Spielzeit 26 mal in der Primera División auf (kein Tor). Nach seiner Rückkehr zu Fénix bestritt er dort in den Jahren 2004 und 2005 44 Ligapartien und erzielte einen Treffer. Sodann wechselte er nach Europa und wurde beim norwegischen Klub Rosenborg Trondheim in jenem Jahr achtmal in der Eliteserien eingesetzt (kein Tor). Für die Clausura 2006, in der er zwölfmal auflief (ein Tor), kehrte er nach Uruguay zu Bella Vista zurück. Seine nächste Karrierestation lag 2006 in Schweden. In der Allsvenskan absolvierte er zwölf Spiele für IFK Göteborg und traf zweimal ins gegnerische Tor. Von 2007 bis 2012 stand er wieder bei Rosenborg Trondheim unter Vertrag. Dort weist die Statistik für ihn 2007 vier (kein Tor), 2008 21 Einsätze (kein Tor), 2009 28 (ein Tor), 2010 neun (kein Tor), 2011 26 (kein Tor) Einsätze aus. 2009 und 2010 wurden die Trondheimer Norwegischer Meister. 2010 gewannen sie zudem den Norwegischen Supercup. 2012 wechselte er zu den Montevideo Wanderers. Dort bestritt er in der Saison 2011/12 13 Spiele und kam 2012/13 in 15 Begegnungen zum Zug. Einen Treffer erzielte er dabei nicht. Zur Apertura der Saison 2013/14 schloss er sich dem Club Atlético Cerro an. In jener Meisterschaftsrunde lief er in neun Spielen der Primera División auf (kein Tor). Noch im Laufe der Spielzeit wurde er 2014 an den Zweitligisten Club Atlético Progreso abgegeben. Bis zum Saisonende absolvierte er dort elf Zweitligapartien (kein Tor). In der Spielzeit 2014/15 wurde er bei den Montevideanern nicht mehr im Kader geführt.

### Nationalmannschaft
Lago gehörte der von Juan Jacinto Rodríguez trainierten U17-Auswahl Uruguays an, die an der U17-Südamerikameisterschaft 2001 in Peru teilnahm und den sechsten Platz belegte. Er war Mitglied der A-Nationalmannschaft Uruguays. Er debütierte am 8. Juni 2003 unter Nationaltrainer Juan Ramón Carrasco bei dessen erstem Auftritt als Nationaltrainer, als er im Rahmen des Freundschaftsspiels gegen die Auswahl von Südkorea der Startelf angehörte. Direkt in seinem ersten Länderspiel hatte er auch das Amt des Mannschaftskapitäns inne. Insgesamt absolvierte er 16 Länderspiele (kein Tor) für Uruguay. Sein letzter Einsatz datiert vom 12. Oktober 2004 gegen Bolivien in der WM-Qualifikation. Trainer der Celeste war zu jenem Zeitpunkt Jorge Fossati. Er nahm mit Uruguay an der Copa América 2004 teil und belegte mit dem Team den dritten Turnierrang.

### Erfolge
- 1× Uruguayischer Meister: 2003
- 2× Norwegischer Meister: 2009, 2010
- 1× Norwegischer Supercup: 2010